# Catuaba sanguinolenta
Catuaba sanguinolenta är en skalbaggsart som beskrevs av Martins och Maria Helena M. Galileo 2003. Catuaba sanguinolenta ingår i släktet Catuaba och familjen långhorningar. Inga underarter finns listade i Catalogue of Life.